# Circonscriptions électorales de la Catalogne
Les circonscriptions électorales de la Catalogne sont les circonscriptions utilisées pour les élections en Catalogne (ca).

## Élections au Parlement de Catalogne
Lors des élections au Parlement de Catalogne, les 135 députés sont élus dans quatre circonscriptions, qui correspondent aux quatre provinces de Catalogne (ca).
| \| Lérida Gérone Barcelone Tarragone \| Situation des circonscriptions en Catalogne (modifier la carte). |
| Lérida Gérone Barcelone Tarragone                                                                        |

| Nom                          | Province              | Électeurs en 2015 | Nombre de sièges |
| ---------------------------- | --------------------- | ----------------- | ---------------- |
| Circonscription de Barcelone | Province de Barcelone | +4 124 349,       | 85               |
| Circonscription de Gérone    | Province de Gérone    | +0510 826,        | 17               |
| Circonscription de Lérida    | Province de Lérida    | +0313 743,        | 15               |
| Circonscription de Tarragone | Province de Tarragone | +0561 935,        | 18               |

## Élections locales

### Élections municipales

L'organisation territoriale de la Catalogne.

Les conseils municipaux, les conseils des comarques et les députations provinciales sont élues respectivement dans le cadre des communes, des comarques et des provinces de Catalogne (ca).

### Élections au Conseil général d'Aran

Les terçons du Val d'Aran.

Lors des élections au Conseil général d'Aran (ca), les 13 conseillers généraux sont élus dans six circonscriptions qui correspondent aux six terçons.
| Terçon         | Conseillers |
| -------------- | ----------- |
| Pujòlo         | 2           |
| Arties e Garòs | 2           |
| Castièro       | 4           |
| Marcatosa      | 1           |
| Irissa         | 1           |
| Quate Lòcs     | 3           |

## Élections en Espagne

### Élections générales
Lors des élections générales espagnoles, les 350 députés au Congrès des députés sont élus dans 52 circonscriptions, et 208 sénateurs sont élus au suffrage direct dans les circonscriptions. La Catalogne compte quatre circonscriptions qui correspondent aux quatre provinces de Catalogne (ca). Elle est en outre représentée par huit sénateurs supplémentaires élus par le Parlement de Catalogne.
| Nom                                  | Province              | Électeurs en 2015 | Députés | Sénateurs |
| ------------------------------------ | --------------------- | ----------------- | ------- | --------- |
| Circonscription de Barcelone         | Province de Barcelone | +3 974 403,       | 31      | 4         |
| Circonscription de Gérone            | Province de Gérone    | +0496 127,        | 6       | 4         |
| Circonscription électorale de Lérida | Province de Lérida    | +0299 069,        | 4       | 4         |
| Circonscription de Tarragone         | Province de Tarragone | +0547 970,        | 6       | 4         |

### Élections européennes
Lors des élections européennes, la Catalogne fait partie de la circonscription unique qui couvre l'ensemble du territoire de l'Espagne.